# 长安乡 (邻水县)
长安乡，是中華人民共和國四川省鄰水縣曾经下辖的一个乡。

## 沿革[2]
1953年9月3日，第一區(城北區)公所從延勝鄉划出雙鄰、石房、凌角、新華、明月、秀峰6個村，增建長安鄉人民政府。1956年1月，長安鄉人民政府改稱長安鄉人民委員會。1958年12月，長安鄉人民委員會改稱長安人民公社。1966年5月「文革」開始後，長安人民公社工作受到干擾。1967年1月，為了「破四舊」，長安人民公社改稱長徵人民公社。3月，由公社武裝幹部和群眾代表主持成立了長徵人民公社生產辦公室，負責公社日常工作。
2019年12月，撤销长安乡，将所属行政区域划归城北镇管辖。

## 行政区划
长安乡撤销前下辖以下地区：
双邻村、石房村、菱角村、新华村、明月村、秀丰村、大堰村、金垭村和金钟村。